# Božo Đumić
Božo Đumić (in serbo Божо Ђумић?; Vrbas, 7 gennaio 1992) è un cestista serbo.

## Palmarès
- Lega Balcanica: 1

Blokotehna: 2018-19